# Соціолект
Соціолект або соціальний діалект (лат. societas — суспільство і грец. διάλεκτος — наріччя) — це мова, якою розмовляє певна соціальна група, соціальний прошарок або яка переважає всередині певної субкультури.
До соціальних діалектів належать: арґо (таємні мови), жаргон (професійні, групові, вікові діалекти), сленг, просторіччя.
Соціолекти є відгалуженням загальнонародної мови та зумовлені соціально-професійною диференціацією суспільства.
Соціальні діалекти характеризуються специфікою у формуванні, доборі й використанні певної частини лексико-фразеологічних (а іноді й фонетичних, морфологічних та синтаксичних) мовних засобів.
Обсяг словника таких професійних, соціальних, вікових або ціннісно-світоглядних груп зумовлюється ступенем їхньої відособленості від решти носіїв мови і включає в себе певну кількість специфічних слів: жига (запальничка), лох (нікчемна людина); але найчастіше — загальнонародних слів у специфічних значеннях: абзац (кінець), тачка (автомобіль), торба (погане закінчення подій), жир (багатство).
Побутують соціолекти переважно в усній неофіційній формі спілкування, частково в художній літературі та публіцистиці; з поширенням електронних засобів почали активніше відображатися на письмі.

## Загальна характеристика
Соціальний діалект характеризується специфічними особливостями у формуванні, доборі й використанні певної частини лексичних та фразеологічних засобів (у граматичній структурі такі особливості не спостерігаються). Обсяг словника таких груп зумовлюється ступенем їхньої відособленості від решти носіїв мови і містить певну кількість специфічних повнозначних слів — іменників, прикметників, дієслів, прислівників, рідше — числівників і займенників (останні засвідчуються тільки в таємних соціально-діалектних системах) чи загальнонародних слів у специфічних значеннях (решта лексичних засобів — загальнонародні слова).
Варіювання у користуванні лексичними засобами залежить від середовища і сфери вживання. Є, наприклад, вікові особливості: мова дітей (передусім раннього віку) відрізняється від мови дорослих особливим словником (папка — хліб, биця — теля, паця — свиня, льоля — сорочка і т. ін.); специфічними для української мови дієслівними утвореннями: їстки, їстоньки, купоньки, питоньки, спатоньки, ходитоньки тощо.
Диференціація у користуванні лексичними засобами мови залежить від загальноосвітнього рівня: носіїв мови, їх суспільного становища, роду занять, кола інтересів, середовища, до якого належить носій мови і т. ін. Чинники, які зумовлюють соціально-діалектичну диференціацію мови, настільки різноманітні, що їх не завжди можна визначити. До того ж нерідко вони діють одночасно, що призводить до інтеграції різних соціально-діалектичних відгалужень від загальнонародної мови. Соціальні діалекти певною мірою можуть перехрещуватися з територіальними (у добу феодалізму останні — одночасно і селянські), проте, на відміну від територіальних, вони не охоплюють фонетичні системи та граматичні будови. Соціальна (соціально-професійна) диференціація суспільства, а отже, і його мови залежить від рівня розвитку продуктивних сил. Тому коли територіально-діалектичні відмінності в межах національної мови поступово нівелюються, то соціально-діалектні зберігаються.
Серед різновидів соціальних діалектів звичайно виділяють професійні і групові жаргони, арго, різновиди таємних засобів спілкування. Явища диференціації мови з ширшою соціальною базою характеризуються як просторіччя або сленг.

## Професійні діалекти
Професійні діалекти (лат. Dialektos — говір, наріччя; лат. Professio — професіоналізм, офіційно зазначене заняття, спеціальність) — це слово або вислів, що об'єднують людей однієї професії або одного роду діяльності за їх мовними рисами. Професійні діалекти ще називають емоційно забарвлені елементи, що виступають як розмовні синоніми — еквіваленти до стилістично індивідуальної професійної номенклатури чи слів — термінів і часто виходять за межі літературної норми. 
Так, наприклад, у водіїв легковий автомобіль з покращеною прохідністю має назву — бобик, руль — бублик, автопокришка — гума, а сам автомобіль — кінь. Такі професійні діалекти є метафоризованими словами загального використання. Деякі з цих слів входять до нормального вжитку: двірник — пристрій для очищення вітрового скла (склоочисник) — у водіїв. Інколи професійні діалекти мають локальний характер і накладаються на територіально — діалектичні відмінності в лексиці. Так, в південно-західних говорах верстат (на якому тчуть) має назву — кросна. 
А у сфері сільського господарства сільські трудівники використовують у своєму вжитку такі слова: оранка, косовиця, скиртування, силосування; серед шахтарів поширені слова забій, вруб-машина, на-гора, віра, майна;у сталеварів — мартен, плавка, проба, оболванка, вагранка, затискач; від працівників поліграфії можна почути поняття курсив, петит, набір, гранки, від медиків — перкусія, пальпація, ремісія, кома тощо. У професійних діалектах кожна назва за своїм походженням є структурною і відноситься лише до певної професійної сфери, тобто ізольована від інших.
Однією з характерних ознак професійної лексики є багатство її на слова, що стосуються спеціальних галузей суспільства. Але в українських діалектах нерівномірно представлені різні ділянки спеціальної лексики. Це зумовлюється певним чином економічним та соціальним перебуванням краю (сфери). Наприклад, в українських говорах району Карпат широко представлені вівчарські, лісницькі професійні діалекти, а в закарпатських — садівницькі, в приморських районах — з рибальством і т. д.
Сфери, в яких виникають професійні діалекти, це професійні та виробничі диференціації суспільства, суспільного розподілу праці. Вживаються у художній літературі для того, щоб відтворити особливості життя та побуту певного професійного середовища. Така лексика створюється на основі усного різновиду загальнонародної мови і становить, власне, окреме зібрання певних слів та висловів, які є пов'язані деякою мірою з якоюсь професією, чи родом заняття.
Професійні діалекти виконують суспільно корисну функцію (лексика, що входить до їхнього складу, означає предмети і явища, для яких зазвичай немає відповідників у літературні мові).
Професійна лексика не набуває значного поширення в літературні мові, оскільки є специфічною і не позначає предмети першої необхідності. Разом з тим, вона має потенційні можливості для термінологізації, тому іноді і фіксується у складі тієї чи іншої галузевої термінології.